# 黄远生

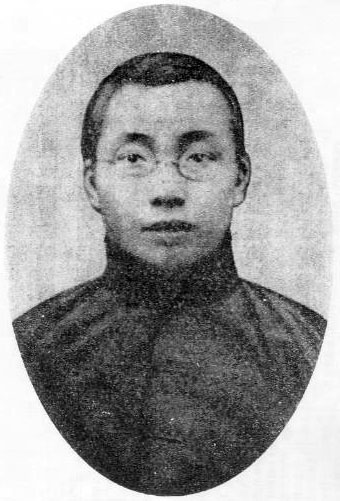

黃遠生（原名黃為基，字遠庸，筆名遠生，1885年1月15日—1915年12月25日），江西九江人。少年勤奋好学，曾在两年内连中鄉試、會試、殿試三榜而文名大噪。民國初年，成為著名記者，以敢於批判時政聞名。他在政治上反对国民党，支持进步党，黄远生所写文章在当时政界有巨大影响。他主张新闻审查，后来又反对袁世凯称帝，得罪了不少要人，于1915年到美国三藩市，却在当年12月25日被人暗杀。

## 家庭背景
其出身於書香世家，其祖父中過進士、做過縣令，其父亦是秀才，但终生不第，久客浙江。母姓姚，也出身於書香門第，為「漢上名族，習禮明詩」，黃遠生之「問學，實資母教」。

## 生平
16岁考取秀才，后入南浔公学，因学潮罢课，未及毕业离校，后投考南洋公学，未考中。
20岁时中举人，次年入京参加会试，考中光绪甲辰进士。后赴日本留学，入日本中央大学，攻读法律。1909年回国，授予邮传部员外郎兼参议厅行走和编译局纂修官等职。
辛亥革命后入报界。记者生涯是从1912年创办和主编《少年中国》周刊开始。最出名时，任上海《时报》、《申报》驻北京特约记者，为其撰写北京通讯。
1913年二次革命后，黄远生上“条陈”给袁世凯，建议对国民党的报纸与报人进行限制与监视。
1915年，袁世凯积极筹备帝制。黄远生原本允袁之邀请，俟上海《亚细亚报》成立时任该报总撰述。筹安会成立后，袁世凯派人四处收买赞同帝制的文章。梁启超拒绝二十万元稿费，发表《异哉所谓国体问题》明确反对帝制。黄远生作一文敷衍了之，袁世凯复请黄再作一文，黄乃离京以避之。9月5日抵沪，于《申报》刊登启事，声明反对帝制，并将不会担任上海《亚细亚报》的总撰述。黄后来致函章士钊说明，当初写所谓赞同帝制的文章实“出于不得已”。
1915年11月，黄远生东渡日本，再乘坐“佐渡号”轮船赴美，22日抵達美国。黄在《游美随纪》中称，对自己“随波逐流，妄谈国事，自欺欺人”，深表悔愧。12月25日晚6时许，在旧金山唐人街回旅馆途中被枪杀。

## 死因争议
关于黄远生之死，早期的说法有：被旅美爱国华侨或反袁人士认作袁党而刺杀；袁世凯怨其背叛自己而派人刺杀。
民国记者戈公振认为，黄远生被误以为支持帝制错杀，因当时“帝制议起，袁之爪牙，以黄之通信极能吸引读者，嫐其作赞成帝制之文。上海《亚细亚报》成立，并约其为总撰述。时帝制派炙手可热，黄不敢显为反对，姑以似是而非关于帝制之文应之。”《大公报》记者徐铸成、法学家林志钧皆认同此说。
1984年，黄远生长子黄席群在写作《追忆先父黄远生》一文时分析称：“我父亲究竟是谁杀害的，至今是个疑案，我个人的看法是，无论他是死于袁世凯派遣跟踪的刺客之手，还是遭到在美洲的国民党人杀害，总之，他不幸遇害的根本原因，离不开袁贼妄图称帝这个关键问题。如果是死于袁党之手，正因为我父亲不但不接受袁贼的笼络收买，反而于游美之前公开在报上表示反对变更国体；如果是死于国民党人之手，那就该怪这帮人没有弄清事实，竟误认为他是袁世凯的吹鼓手，糊里糊涂地杀害一个平白无辜、真正有良心的青年人，的确是冤哉枉也”。
1985年9月在江西九江举行的全国黄远生学术讨论会上，学者们認為黄远生是由时任中华革命党美洲总支部副支部长、民国维持会会长林森指派其警卫、老同盟会员刘北海开枪刺杀的。1932年林森就任国民政府主席后, 曾给刘北海颁发奖状，奖励他刺杀黄远生的“义举”。之后，研究者大都倾向于这种判断。此外，黄席群曾在1989年3月通过台湾友人来信得知，台湾报纸1967年报道，指使刘北海暗杀黄远生的不仅是林森，还有孙科。
《文史参考》杂志社编辑纪彭称，1980年代，劉北海于臨死前說出真相，刺杀行動由林森指揮，而命令来自当时的中华革命党党魁孙中山，刺殺動機是孫中山不滿黃遠生對革命黨人的批評，例如揭露、批評孫以國家利益換取日本人的資金援助，影響了海外華人對孫的印象及捐獻，阻礙了孫的行動計劃。然而学者杉木指出，“孙中山下令”一说，最早见于某调查记者的博客，却没提供任何的证据。之后，此说屡见于媒体，也只是不断重复，至今没有给出证明。陈忠平教授指出，林森首次向孙中山报告黄远生抵美情形，其信件寄出到黄被刺杀仅有8天时间，而当年邮轮横渡太平洋费时10天以上，身居日本的孙不可能有时间下令；黄远庸从民初以来，其在党争以及袁世凯帝制运动中的影响决定了他的悲剧，林森暗杀黄远庸主要出于政治误解，而与他以往的新闻报道文字无关。并且刘北海死于1967年，纪彭却将“黄远生学术讨论会”举办的时间当作其逝世时间，在基本事实上出错。
学者张光芒指出，虽然黄远生在上海声明与《亚细亚报》断绝关系，但《亚细亚报》仍公开列黄远生为总撰述，黄只得继续连续七日发表声明决裂。旧时信息传递较慢，再加上真假信息交杂，远隔重洋的华侨无法及时了解袁、黄决裂的事实，以为黄远生仍赞成袁世凯称帝。黄远生之死是客观条件限制下的一起政治误会。

## 評價
在五四前後，林志鈞（《〈黃遠生遺著〉序》）、羅家倫（《近代中國文學的變遷》）及胡適（《最近五十年來之文學》）等人都奉黃遠生為「新文藝」先驅，對此，隨後的研究也對此無異議。
中国近代新闻史研究专家方汉奇评价说，黄远生标榜言论公正客观，但他在民初的党争中并不超然独立，而是有所偏袒的。他贬抑孙中山，排诋同盟会和国民党，赞助、支持共和党和后来的进步党，政治上有明显的倾向和爱憎。对袁世凯，他是持拥戴态度的，虽然也对袁的怙势揽权、大借外债等倒行逆施作过批评，但只是小骂大帮忙，并非立场上的敌对。袁世凯帝制自为以后，黄远生态度暧昧，在袁的压力下写了含糊赞同的文章，一度接受御用报纸《亚细亚报》总撰述的名义，直到最后才表示决裂，但在访美途中被当作袁党刺死。
学者张克明指出，论者多以黄远生为反袁记者，但新披露的档案表明，黄批评袁不代表反袁。黄原是维新派一员，民初参加进步党，与国民党分庭抗礼。黄视袁为“不易得人物，思有利用以救国。”二次革命后上陈袁世凯，支持对国民党稽查通缉，称国民党为“叛党”，地方反袁势力为“附逆”。黄虽然反对帝制，难以定为帝制派，但黄与袁世凯的关系比以往论者主张得更亲近。
学者罗星认为，黄远生不是一个革命派，他的思想始终没有突破改良主义，正如他在《忏悔录》中所说：“既不能为真小人，亦不能为真君子”。1915年9月，袁世凯准备称帝前夕，想让黄远生写一篇劝进的文章，黄远生写了一篇文章敷衍。但发表之后，既不讨好袁世凯，又为自身招众疑。黄远生离开北京后，虽在上海发表声明与袁世凯决裂，并赴美国，但没逃过国民党的报复。
南京第二历史档案馆陈鸣钟在“黄远生学术讨论会”上直陈，1913年二次革命后，黄远生上“条陈”给袁世凯，建议对国民党的报纸与报人进行限制与监视。说明黄远生一面对袁世凯批评、揭露，另一方面也存在幻想，与袁世凯有密切关系。直到袁世凯公然推行帝制，黄远生才宣布与袁决裂。

### 新闻事业贡献
- 被称为“报界之奇才”。在新闻业务上，以擅长写新闻通讯而著称于世，被誉为中国新闻通讯的奠基人。他的新闻通讯一是题材重大，记载详实；二是针砭时弊，忧国忧民；三是细致详尽，幽隐毕达。四是通俗自然，不拘一格。第二，在新闻思想方面也有不少独到的见解，提出“四能”说：脑筋能想，腿脚能走，耳能听，手能写。
- 与徐彬彬、刘少少一起，被誉为“民国初三大名记者”。

## 著作
他死后，其友人将他的文章收集整理，出版了《远生遗著》，是中国第一部通讯集。